# Campaña del Palatinado
La campaña del Palatinado, o conquista española del Palatinado,  fue una serie de asedios, batallas y conquistas durante la fase del Palatinado de la guerra de los Treinta Años, llevada a cabo por el Ejército de Flandes bajo el mando de don Ambrosio Spinola, y las tropas combinadas hispano-imperiales dirigidas por Johann Tserclaes, conde de Tilly, y por don Gonzalo de Córdoba.
La Guerra de los Treinta Años había comenzado en 1618 con la revuelta bohemia, cuando las autoridades de ese reino ofrecieron su trono al protestante Federico V del Palatinado, quien aceptó, iniciando un conflicto entre la Unión Protestante liderada por Federico y la Casa de Habsburgo. Las fuerzas de los Habsburgo, tras resolver la revuelta en Bohemia,  aprovecharon esa injerencia de Federico V invadiendo el Palatinado protestante alemán en 1620 y conquistándolo a finales de 1622.

## Contexto
La revuelta bohemia fue una rebelión de un grupo de nobles protestantes contra la casa de Habsburgo por el control de la Corona Real de Bohemia, que se inició en 1618 y que fue reprimida dos años después. No obstante, pese a su brevedad, este evento fue significativo para la historia de Europa central, ya que la internacionalización de lo que inicialmente fue un conflicto interno en los dominios de los Habsburgo, luego desembocó en la sangrienta guerra de los treinta años.
El deseo de los Habsburgo de aumentar su dominio se vio representado en el impulso que dieron en ellos a la contrarreforma sobre sus dominios, cuya nobleza hasta entonces era mayormente protestante; la proclamación del archiduque Fernando de Estiria como Rey de Bohemia en 1617 fue disputada por los nobles protestantes, que temían su conocido fervor católico, y como símbolo de repudio, planificaron la defenestración de Praga de 1618. Esperando contar con el apoyo de la Unión Protestante e incluso de Inglaterra, los bohemios coronaron al príncipe elector Federico V del Palatinado y fueron prontamente declarados rebeldes por Fernando, quien para entonces ya había sido elegido Emperador del Sacro Imperio. Con el apoyo de España, también gobernada por los Habsburgo, y de la Liga Católica, liderada por el duque Maximiliano de Baviera, las fuerzas imperiales lograron derrotar a los rebeldes en la decisiva batalla de la Montaña Blanca en 1620, y retomaron el control de las provincias bohemias. Luego procedieron contra las tierras de Federico, quien huyó a las Provincias Unidas, que estaban en guerra contra España y proporcionó asistencia a los protestantes germanos.

## Conquista imperio-española del Palatinado

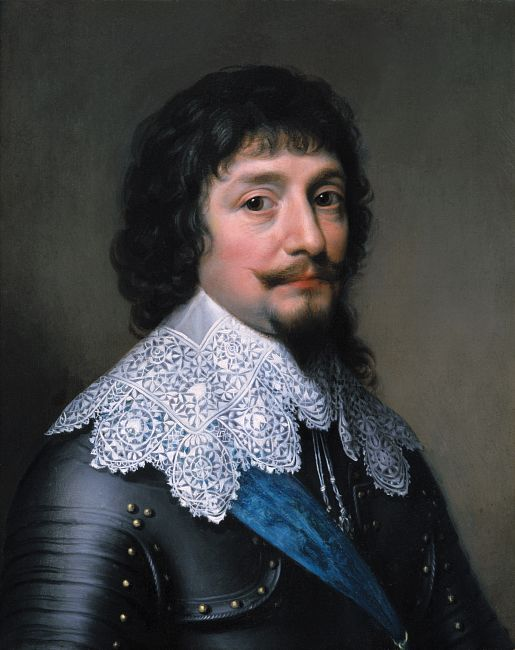
Retrato de Federico V del Palatinado, obra de Michiel van Mierevelt.

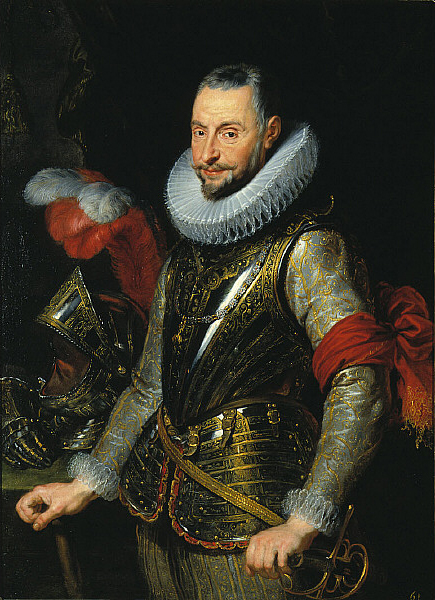
Retrato de don Ambrosio Spinola, comandante de los españoles, obra de Peter Paul Rubens.

Dos años después del estallido de la guerra, la situación aparentemente se había estancado, pero en realidad los Habsburgo, a través de maniobras diplomáticas, pudieron aislar políticamente a Federico, siendo uno de sus éxitos la entrada de España en el conflicto.
En agosto de 1620, Spinola y 25 000 soldados del Ejército de Flandes comenzaron su marcha desde Bruselas y a principios de septiembre se adentraron en el Bajo Palatinado, tomando Kreuznach el 9 de septiembre, Alsheim al día siguiente, Oppenheim el 14 y el 1 de octubre Bacharach. En 1621 Fürth, Heppenheim y Neustadt an der Weinstraße.  Tilly y el ejército de la "Liga", junto con el resto del ejército español al mando de Córdoba, le siguieron pronto, después de unirse en Wimpfen el 6 de mayo. Las operaciones se vieron obstaculizadas por una enfermedad rampante en los mandos. Hasta finales de 1622, las dos principales ciudades del Bajo Palatinado, Heidelberg y Mannheim, no cayeron ante el ejército imperial-español.

## Final de la campaña
La campaña terminó cuando Gonzalo Fernández de Córdoba y el conde de Tilly tras el asedio de Heidelberg, saquearon la ciudad, la capital del calvinismo alemán, ocupando el Alto Palatinado. El desafortunado Federico V huyó al exilio en las Provincias Unidas.
Los españoles tomaron el control de la parte occidental del Palatinado (para obtener la ruta de acceso desde Italia a los Países Bajos a través del Camino Español), y el duque Maximiliano de Baviera tomó el resto del territorio.

## Implicación inglesa

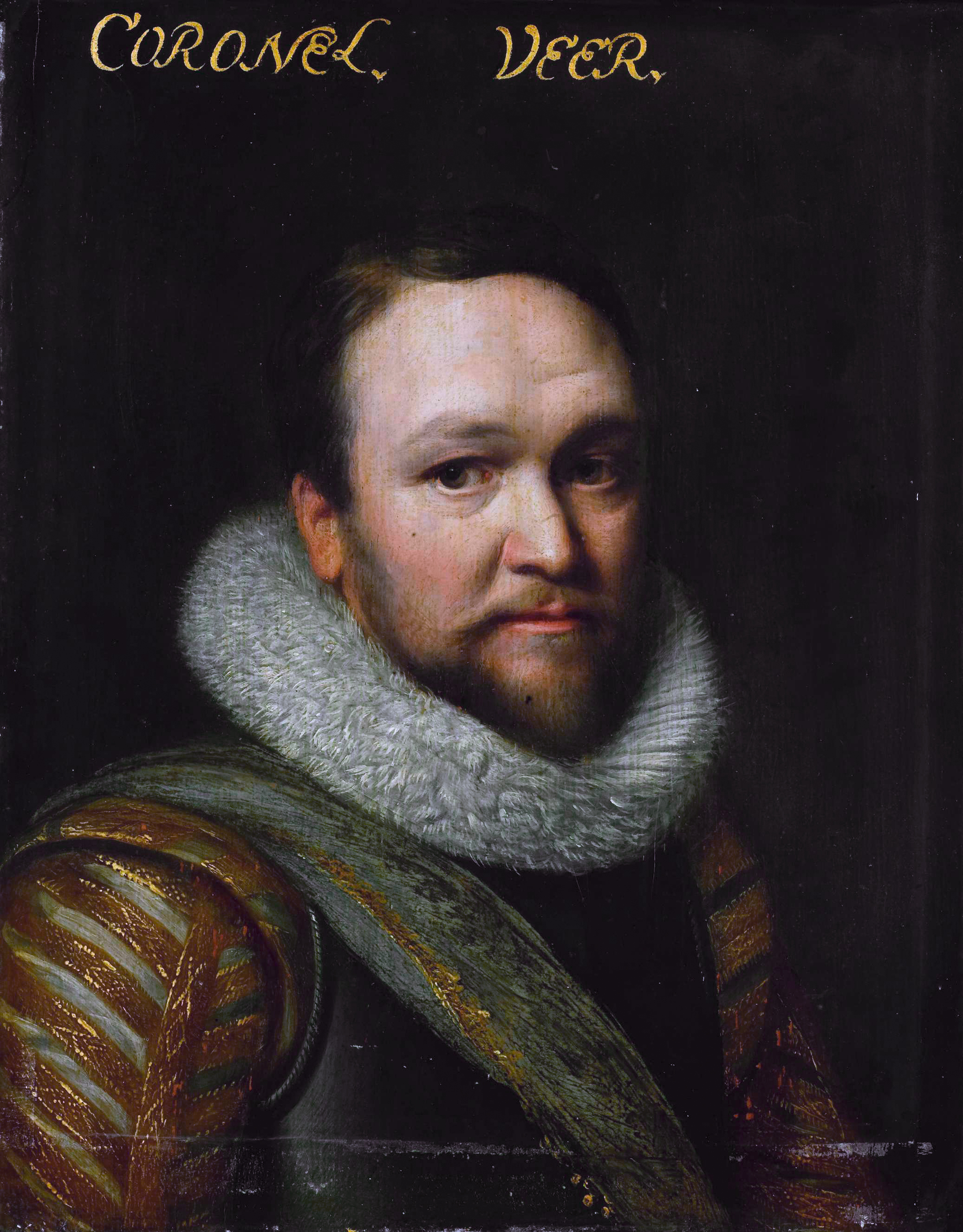
Retrato de sir Horace Vere, comandante de los ingleses, obra de Michiel van Mierevelt.

Las tropas inglesas, que estaban guarnecidas en las ciudades de Frankenthal y Mannheim en el Bajo Palatinado, no pudieron hacer mucho para detener el avance de Gonzalo de Córdoba. A su regreso a los Países Bajos españoles, Ambrosio Spinola conquistó Jülich el 3 de febrero de 1622, anulando la victoria de Mauricio de 1610 y cortando la ruta de abastecimiento entre los Países Bajos y el Alto Palatinado. En el Palatinado, la situación iba de mal en peor para la causa protestante. Mainz cayó a manos de Córdoba en agosto de 1621. Las tropas católicas de Tilly sitiaron Heidelberg el 23 de julio de 1622, que capituló el 19 de septiembre de 1622, y Mannheim siguió a principios de noviembre.
La guarnición inglesa en Frankenthal se mantuvo durante los meses de invierno, pero se reconoció que era inútil aferrarse a la fortificación debido al estrechamiento del cerco alrededor de la ciudad. En marzo de 1623, los ingleses sabían que no podían alterar ya la situación en el Palatinado y entregaron a Frankenthal a los españoles. Las tropas de Vere lucharon con valentía y con firmeza defendieron las fortificaciones que tenían, pero finalmente fueron abrumadas por el poder combinado de las fuerzas imperiales y españolas.

## Consecuencias
El emperador Fernando II, restablecido como rey de Bohemia, declaró Bohemia como posesión hereditaria de los Habsburgo, confiscó la tierra de los nobles protestantes  y reestableció el catolicismo como religión única. El 6 de agosto de 1623, las fuerzas protestantes de Cristián de Brunswick fueron destruida por las tropas combinadas imperiales y españolas al mando del conde de Tilly en la batalla de Stadtlohn, y Federico V del Palatinado, se vio obligado a firmar un armisticio con el emperador Fernando II, terminando así la "Fase Palatina" de la Guerra de los Treinta Años.
Federico V, ya en el exilio en La Haya, y bajo la creciente presión de su suegro, Jacobo I de Inglaterra, para que terminara su participación en la guerra, se vio obligado a abandonar cualquier esperanza de lanzar nuevas campañas. La rebelión protestante había sido aplastada.
En 1624, el reino de Inglaterra, el reino de Francia, las Provincias Unidas de los Países Bajos, el reino de Suecia, el reino de Dinamarca,  el ducado de Saboya, la república de Venecia y Brandeburgo se unirían en una alianza anti-Habsburgo para luchar contra España y el Sacro Imperio Romano. Los españoles renovaron su ataque a los neerlandeses después de la Tregua de los Doce Años, y el 5 de junio de 1625, los españoles conquistaron la importante ciudad fortaleza neerlandesa de Breda, tras un asedio. Las fuerzas del catolicismo parecían estar en el camino de la victoria, pero la guerra estaba lejos de terminar.